# Манвелишвили

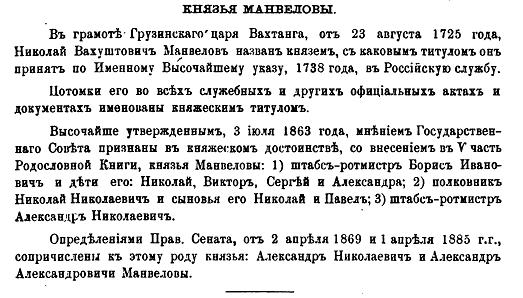

Манвелишви́ли (Манвеловы; груз. მანველიშვილი) — княжеский род, происходящий из Гурии.
Высочайше утверждённым (03 июля 1863), мнением Государственного совета, род Манвеловых признан в княжеском достоинстве с внесением в V часть родословной книги.
Род внесён в V часть родословных книг Екатеринославской и Полтавской губерний.

## Происхождение и история рода
Предок их, князь Николай Вахуштович Манвелов (Манвела-Швили), выехал в Россию с грузинским царём Вахтангом VI и в грамоте назван князем (23 августа 1725), с данным титулом, он по Высочайшему указу, принят в русскую службу в качестве "Холопа" (1738). 

## Известные представители
- Князь Манвелов Николай Вахуштович (по-русски Васильевич) (1693-1769) — пожалован вотчиной в Грузии (1725), поступил в русскую службу (1738), секунд-майор.
- Князь Манвелов Иван Николаевич (г/р 1741) — городничий в Алексополе (1790).
- Князь Манвелов Спиридон Николаевич (г/р 1748) — секунд-майор, коллежский советник, городничий в Чигирине, жена София Фёдоровна, дочь генерал-поручика Фёдора Арсеньевича Чорбы.
- Князь Манвелов Николай Николаевич (г/р 1816) — генерал-майор.
- Княжна Манвелова Екатерина Спиридоновна (1773—1853) — дочь Спиридона Николаевича Манвелова, сестра Н. С. Манвелова, супруга С. Г. Гангеблова, в браке с которым родила шестерых детей, в частности декабриста А. С. Гангеблова.
- Князь Манвелов, Александр Николаевич (1824—1906) — русский военачальник, генерал от кавалерии, действительный тайный советник, почётный опекун.